# Mezey István (festő)
Mezey István (Szikszó, 1945. szeptember 17. – Kazincbarcika, 2012. február 26. ) magyar festő- és grafikusművész, Kazincbarcika város díszpolgára.

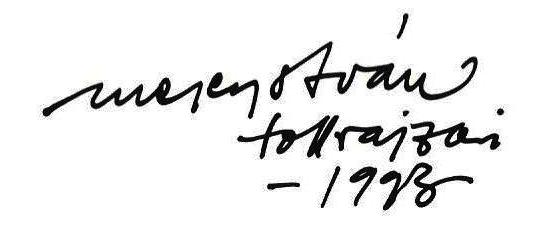
A festő- és grafikusművész aláírása

## Élete
Gyermekéveit Sajószentpéteren töltötte, itt fejezte be általános iskolai tanulmányait. Ózdon, a József Attila Gimnáziumban érettségizett, majd reklámgrafikusi képzettséget szerzett. Sajóbábonyban képesítés nélküli nevelőként rajzot tanított, itt ismerkedett meg későbbi feleségével. 
1967 óta szerepel alkotásaival képzőművészeti kiállításokon.
1970-ben Kazincbarcikára költözött, ahol az Egressy Béni Művelődési Központ és Könyvtár grafikusa lett. 1975-től a Művészeti Alap, majd a képző- és Iparművészek Szövetségének, későbbiekben a Magyar Alkotóművészek Országos Egyesületének a tagja. 1990-től a Magyar Képző- és Iparművészek Észak-magyarországi Területi Szervezetének Borsod-Abaúj-Zemplén Megyei titkára.
Sokoldalú művész volt, aki elsősorban rajzaival, újságrajzaival, illusztrációival, sokszorosított grafikáival vívott ki elismerést magának, de tipográfiai munkáival, köztéri plasztikák, díszletek, városcímerek (1987: Edelény, 1993: Kazincbarcika) tervezésével is foglalkozott.
A grafika mellett festményekkel is szerepelt kiállításokon. A Kazincbarcikán eltöltött évek során Mezey István a város elismert polgárává vált. Ünnepségek dekorációit készítette, kiadványokat, meghívókat, okleveleket, címereket tervezett, tankönyveket illusztrált. A városban zajló képzőművészeti kiállítások szervezője, rendezője, kivitelezője volt.
Kazincbarcika köztiszteletben álló alkotóját, akit 2009-ben a város díszpolgára lett, 2012. február 26-án érte a halál.

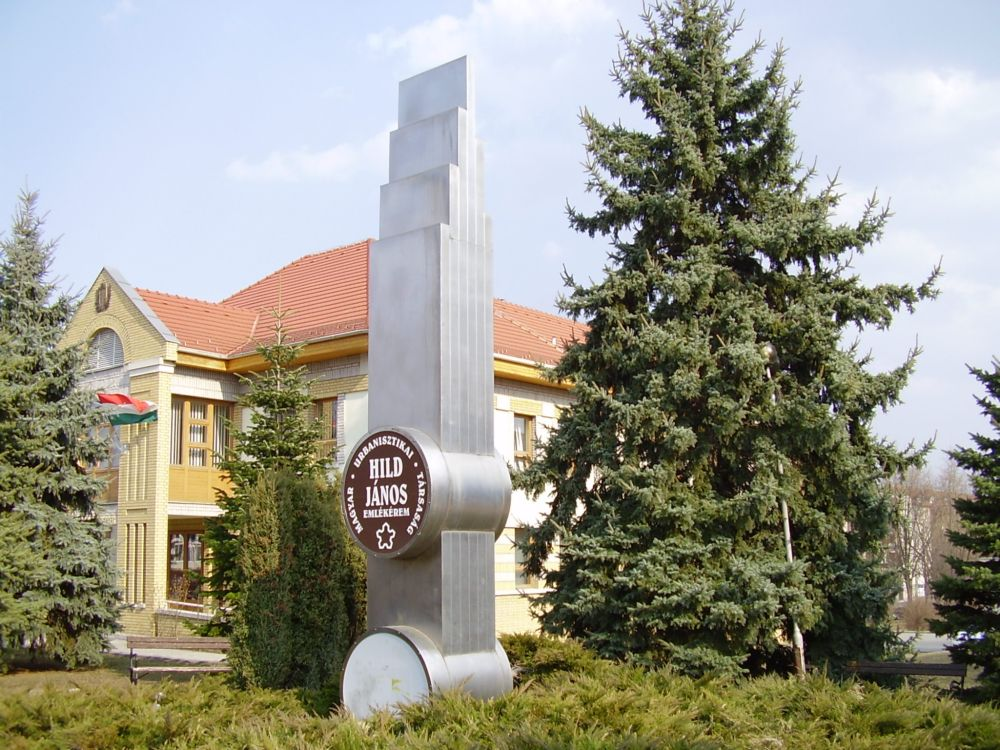
Az 1982-ben elnyert Hild János-díj 1984-ben felavatott emlékoszlopa 2012-ben Kazincbarcika Fő terén

„2012. február 26-án azonban kihunyt a műterem fénye, s most búcsúznak tőle oly sokan: családja, rokonai barátai, hajdani munkatársai, sok-sok tanítványa és egykori alkotótársa, művészetének tisztelői. És búcsúznak a madarak, a templomok, a kertek, a kunyhók és az anyókák, Hegymeg és a kazincbarcikai toronyházak, a vízpartok, a bárkák, a hegyoldalak és a fák, a keresztek és a temetők. Búcsúznak és várják. Ég veled István!”

– Sajó Attila nekrológjából

## Múzsák-művészek-művészetek
Kazincbarcika város 1997. szeptember 29-én új kulturális értékkel, az Egressy Béni Művelődési Központ és Könyvtár előcsarnokát díszítő, 14 m² nagyságú olajfestménnyel gyarapodott. A kompozíció, amely Mezey István festő- és grafikusművész alkotása, a hét művészeti ágat szimbolizáló nőalakot, valamint a régióhoz, Kazincbarcika és környéke településeihez, művészeti-tudományos életéhez kapcsolódó nagyságok portréit ábrázolja. A múzsák környezetében egy-egy művészeti ág szimbolikus tárgyai is megjelennek.
| A táblák sorrendje balról jobbra: | A táblák sorrendje balról jobbra: |
| --- | --------------------------------- |
| - Színház – színházi maszk – Pécsi Sándor - Képzőművészet – plasztika – Izsó Miklós - Irodalom – papírtekercs – Jókai Mór - Zene – líra – Egressy Béni - Építészet – épület – Pollack Mihály - Népművészet – kerámia – Herman Ottó - Tánc – kendő – Rábai Miklós |                                   |

## Egyéni kiállításai
- Sajóbábony, Leninváros, Sajószentpéter (1970)
- Művelődési Ház, Herbolya (1972)
- Egressy Béni Művelődési Központ, Kazincbarcika (1976)
- Művelődési Központ, Putnok (Mezey Tamással) (1978)
- Vasas Galéria, Miskolc (1979)
- Kazincbarcika (1980)
- Gyula, Esztergom, Miskolci Galéria (1981)
- Budapest, Sátoraljaújhely (1982)
- Várpalota (1984)
- Metro Klub, Nyíregyháza (1985)
- Bolgár Kultúra Háza (1987)
- Mini Galéria, Miskolc (1989)
- József Attila Könyvtár, Miskolc (1992)
- Városi Kiállítóterem, Kazincbarcika (gyűjteményes kiállítás, tanulmánykötet) (1995)
- Városi Kiállítóterem, Kazincbarcika (2005)
- Forgácsok címmel, Városi Kiállítóterem és Kisgaléria, Kazincbarcika (2011. február 10. – 2011. március 12.)

## Válogatott csoportos kiállításai
- Miskolci Téli Tárlat (1976, 1984, 1986, 1990, 1992)
- IX. Országos Grafikai Biennálé, Miskolc (1977)
- Salgótarjáni Tavaszi Tárlat (1980)
- I. Országos Rajzbiennálé, Nógrádi Sándor Múzeum, Salgótarján (1982)

Petőfi Irodalmi Múzeum, Budapest és Magyar Tájak, Országos Tájfestészeti Biennálé, Hatvan (1985)
- Moszkva és Rajzok, grafikák, akvarellek a Herman Ottó Múzeum gyűjteményének kiállításán, Miskolci Galéria, Miskolc (1986)
- Rozsnyó (1987)
- Tavaszi Tárlat, Műcsarnok, Budapest (1988)
- Vologda (Szovjetunió) (1989)
- Zempléni Nyári Tárlat (1989, 1991, 1993)

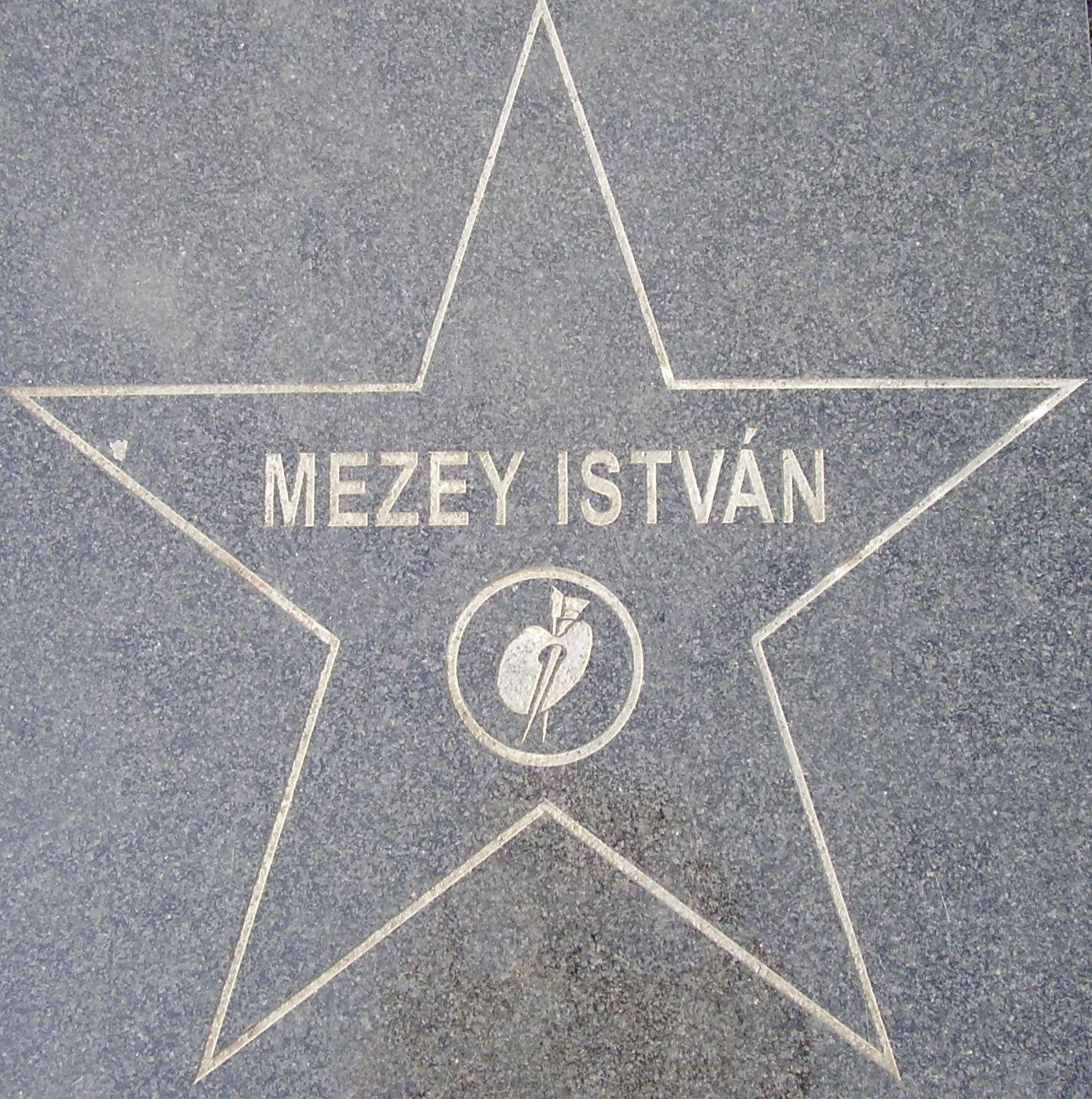
Mezey István Kazincbarcika Csillaga – márványtábla a város Fő terén (2007)

## Művei közgyűjteményekben
- Dimitrovgrád (Bulgária)
- Haszkovó (Bulgária)
- Városi Múzeum, Rozsnyó (Szlovákia)
- Kassai Galéria, Kassa (Szlovákia)
- Herman Ottó Múzeum, Miskolc
- Miskolci Galéria, Miskolc
- Sárospataki Képtár, Sárospatak

## Köztéri művei
- Hild-emlékoszlop (Kazincbarcika, 1984)
- Céhes emléktábla (Miskolc, 1994)
- Egressy-emlékoszlop (Kazincbarcika, 1995)

## Képgaléria
Kazincbarcikán a Városi Kiállítóteremben 2012. október 11-től 2012. október 31-ig Emlékkiállítást rendeztek a tiszteletére.

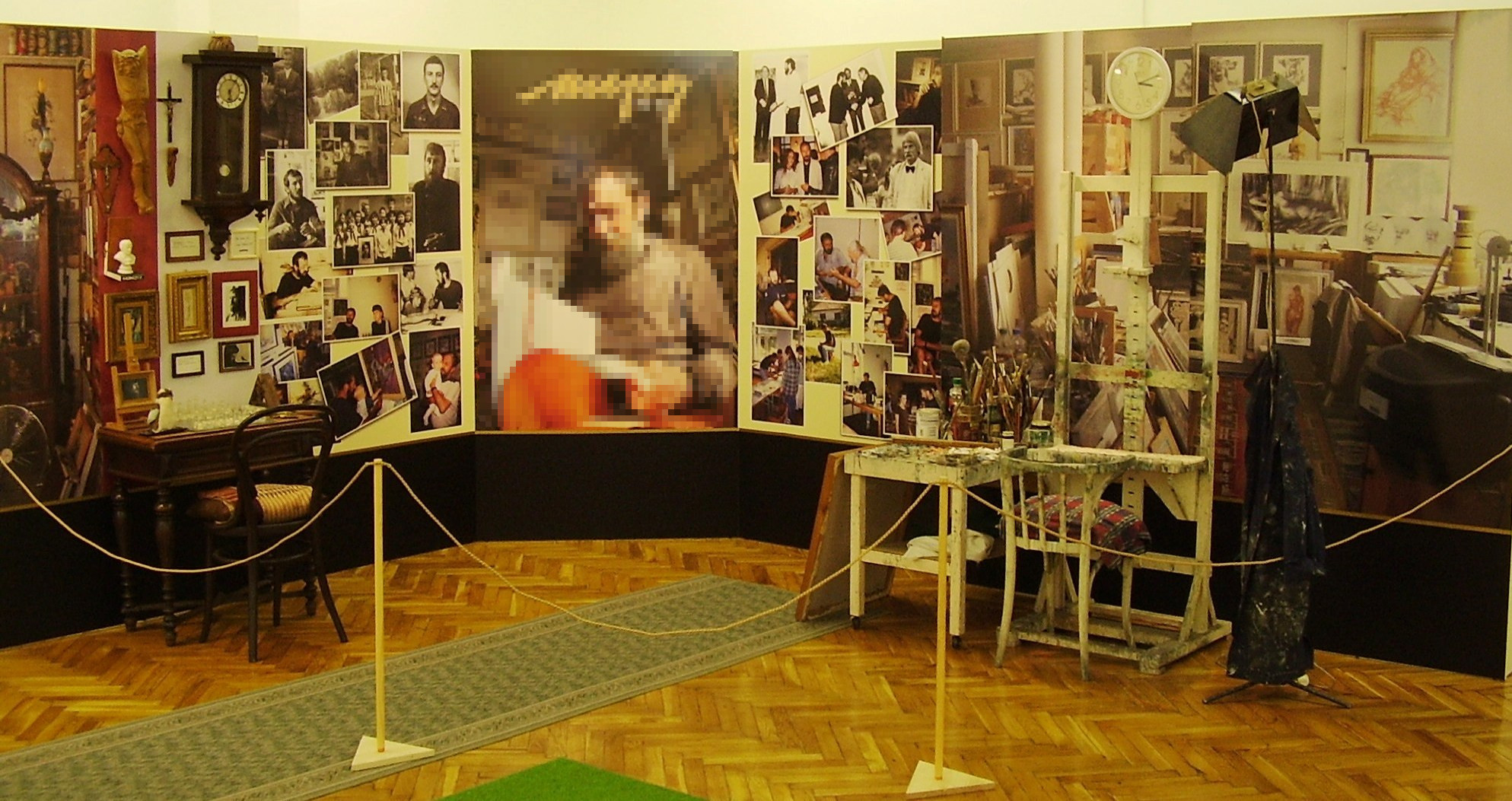
Enteriőr a festő- és grafikusművész hétköznapjaiból
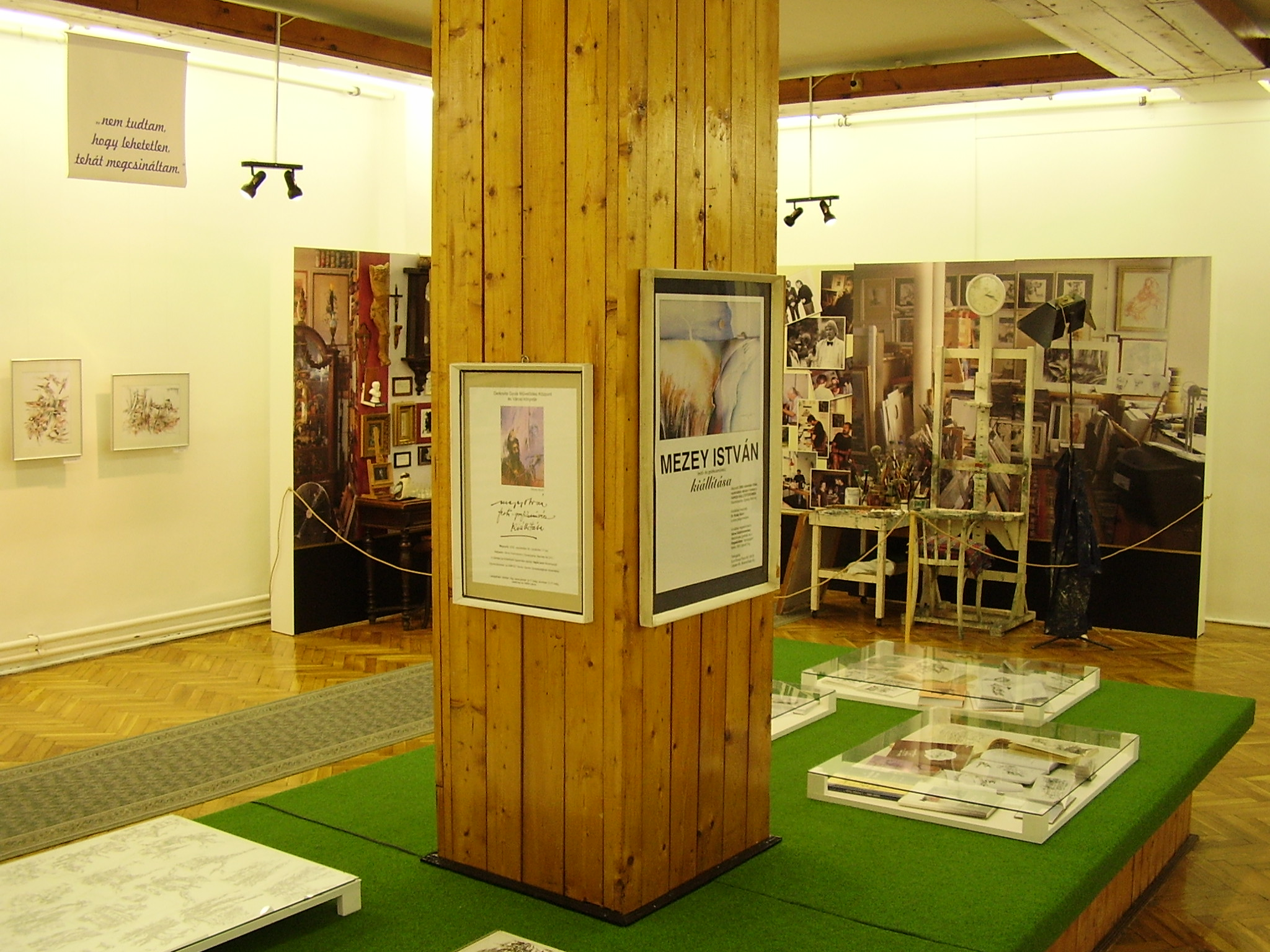
Részlet a kiállításból
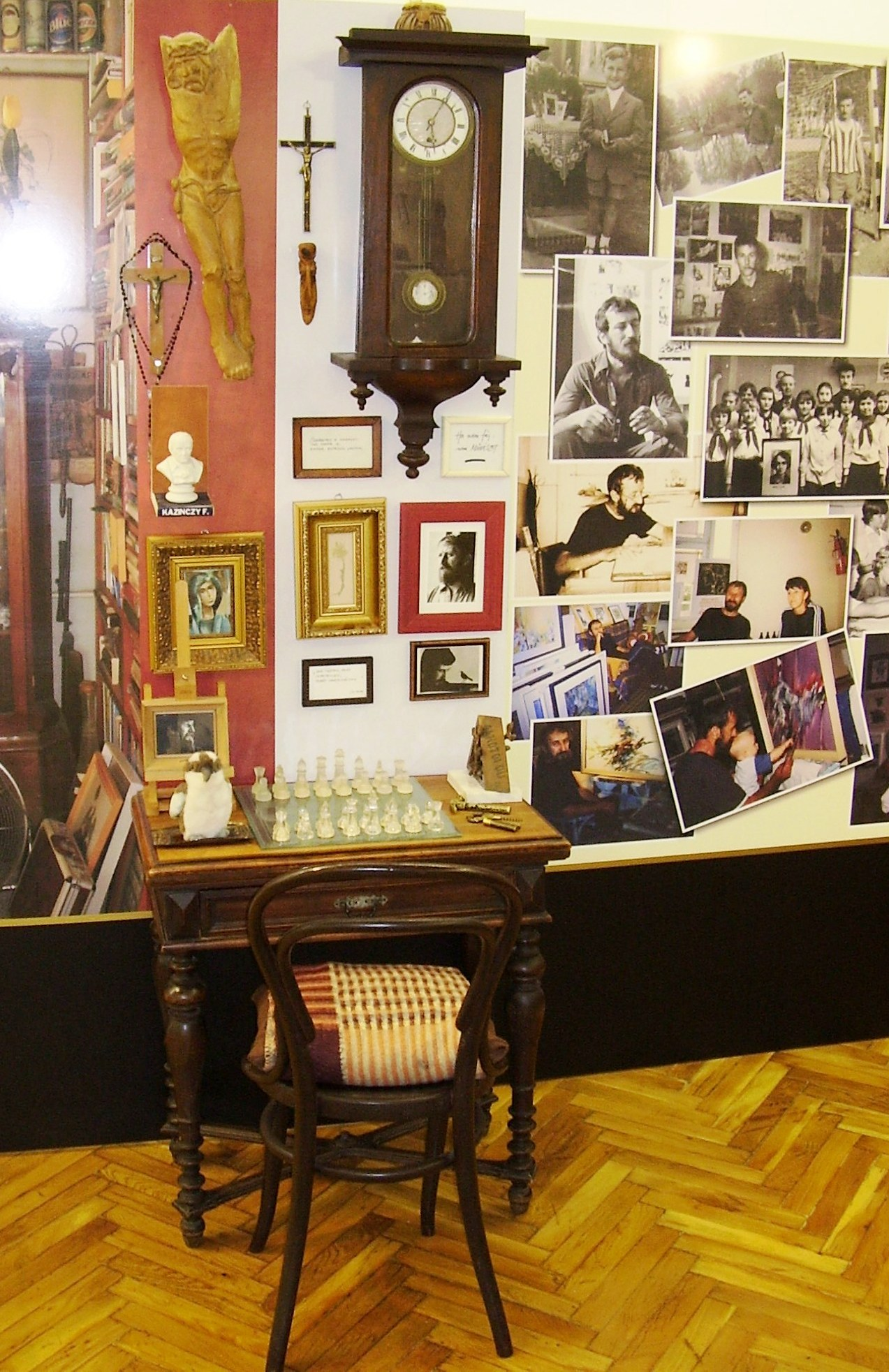
Emlékek, fényképek, tárgyak
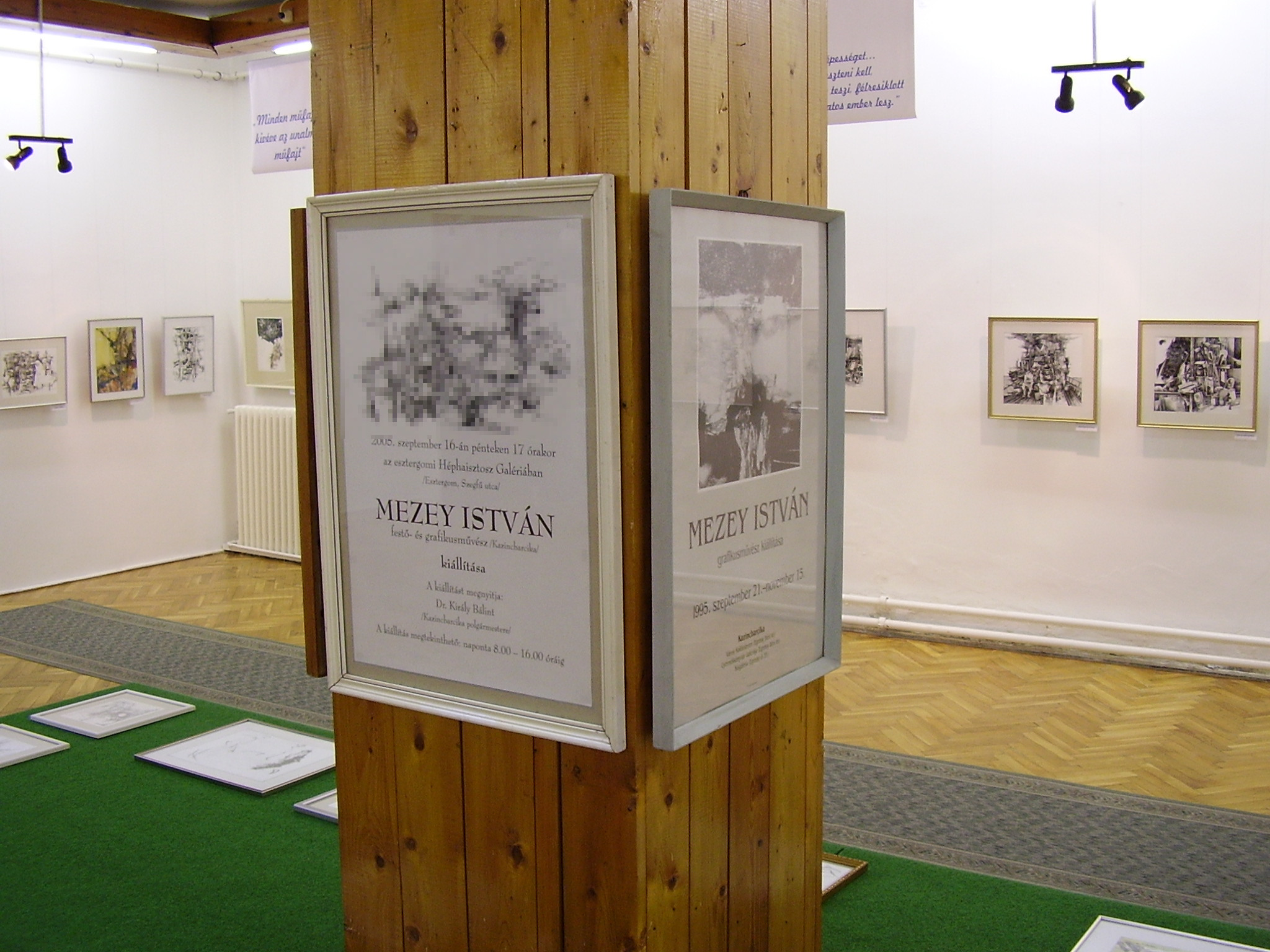
Mezey István volt a rézkarcok nagymestere
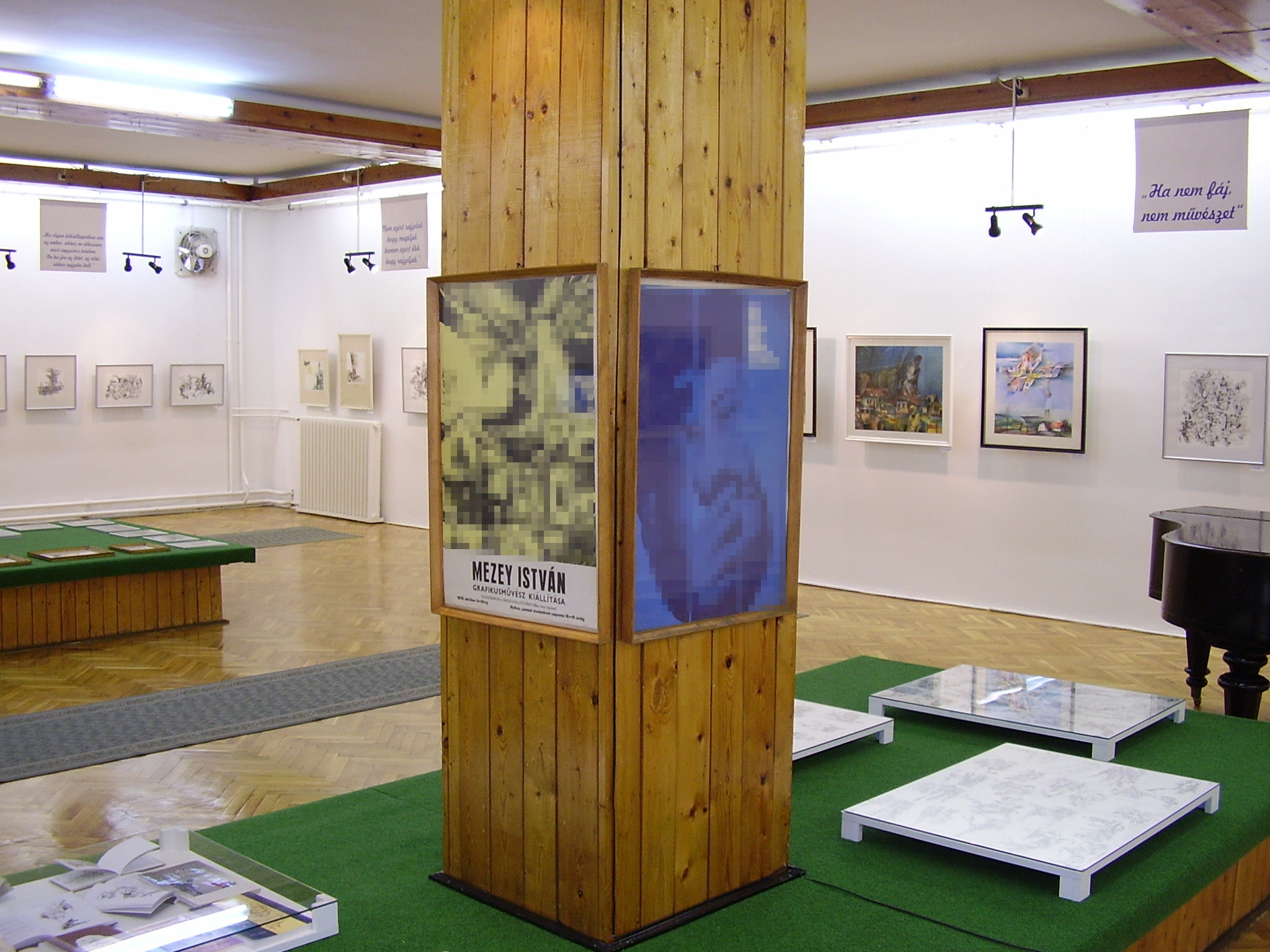
Plakátok, könyvillusztrációk, festmények

## Díjai, elismerései
- Szocialista Kultúráért (1979)

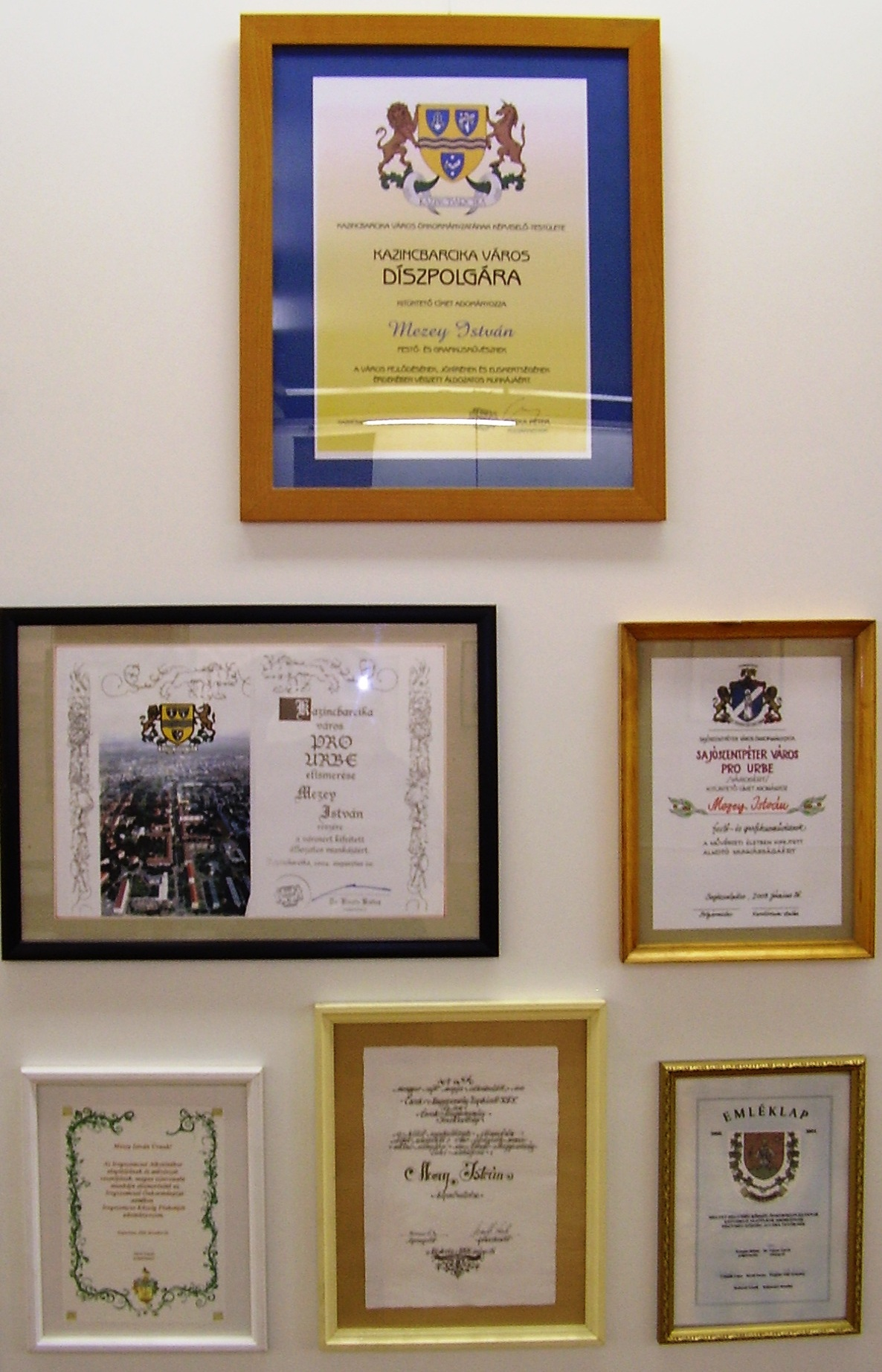
Mezey István elismeréseiből

- X. Országos Grafikai Biennálé díjazottja (Miskolc, 1979)
- XIII. Országos Grafikai Biennálé díjazottja (Miskolc, 1985)
- József Attila pályázat díja (Miskolc, 1985)
- Borsod-Abaúj-Zemplén megye nívódíja (1987)
- Ifjúsági Érdemérem (1988)
- a Magyar Köztársaság Arany Érdemkeresztje (1995)
- Borsod-Abaúj-Zemplén megye Alkotói díja (2003)
- Pro Urbe Kazincbarcika-díj (2005)
- Kazincbarcika Csillaga – márványtábla a város főterén (2007)
- Pro Urbe Sajószentpéter-díj (2009)
- Kazincbarcika Város Díszpolgára (2009)
- Kazincbarcikai Települési Értéktár – Mezey István művészete (2017)

## Mezey István Művészeti Központ

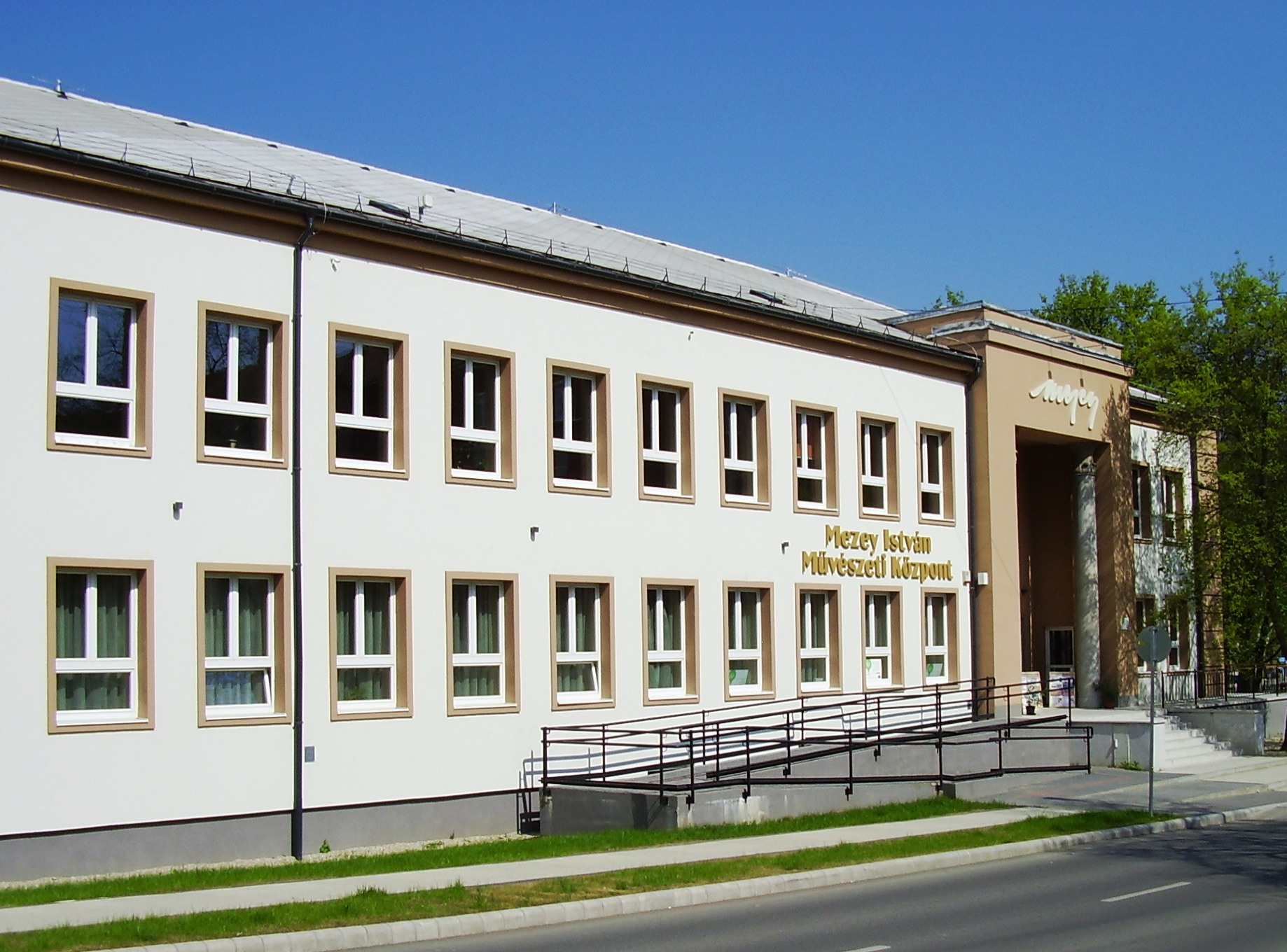
Mezey István Művészeti Központ (2015)

2014. október 4-én Kazincbarcika belvárosában avatták fel a kiváló művészről elnevezett kulturális intézményt. Az épületben az Egressy Béni Városi Könyvtár, a Gyermekek Háza-Kézművesház mellett található többek között a Mezey István-emlékszoba is, amely a művész alkotásaiból rendezett állandó kiállítással várja a látogatókat. Az alkotó életművét bemutató festmények, grafikák és egyéb munkák mellett a műtermét megidéző enteriőrök is megtekinthetők. A főépület két udvarra néző falára a névadó képzőművész egy-egy grafikáját – a csodaszarvast és egy anyát kisgyermekével – készítették el falfestményként.

## Források

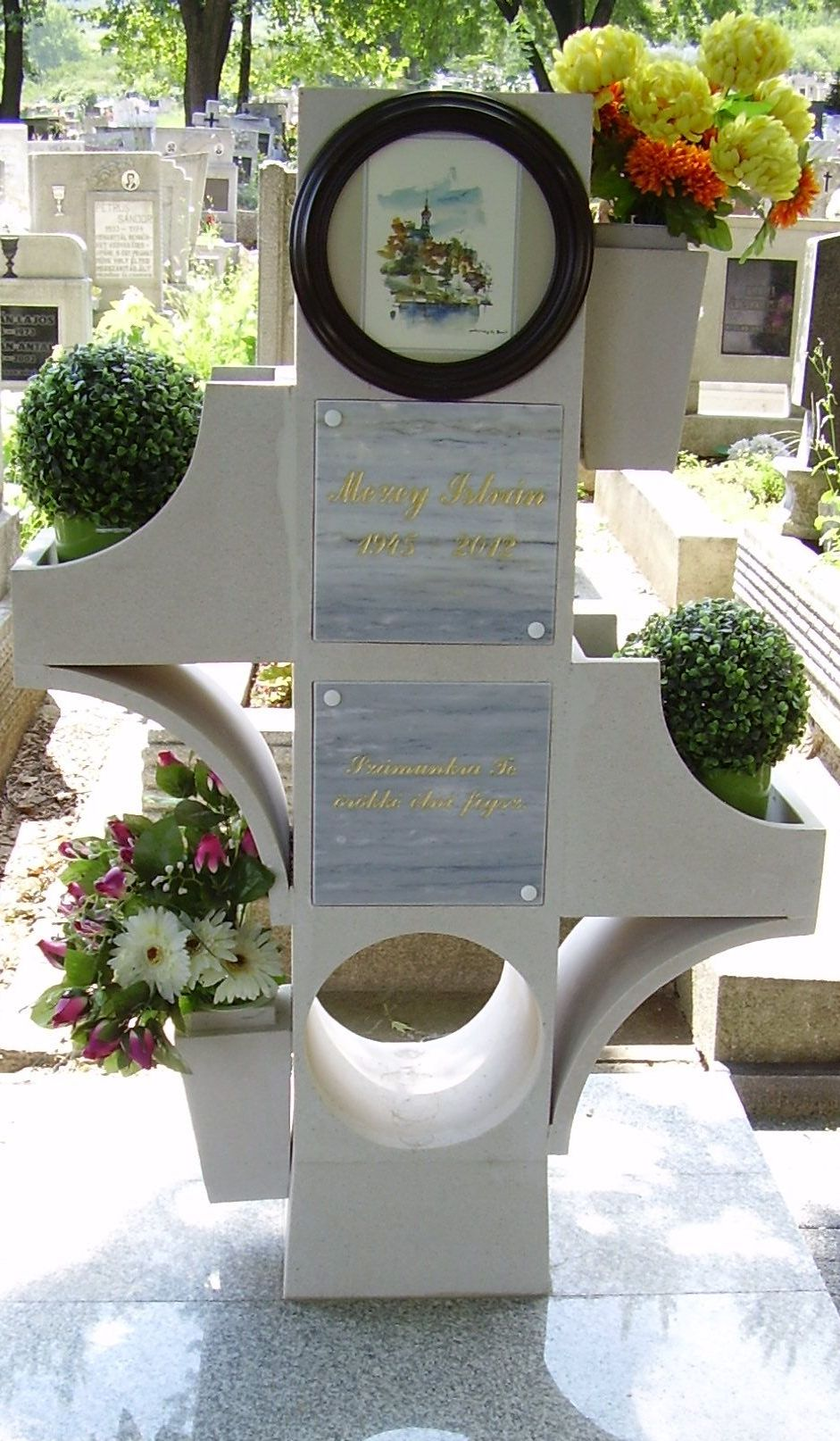
Mezey István síremléke a kazincbarcikai temetőben (2012)

## Kiadvány-illusztrációk
- Megszállni valahol : Válogatott versek / Ormos Gyula; szerkesztő: Fecske Csaba; illusztrátor Mezey István
- Zempléni Múzsa / Dobrik István: Időtlen idő – Mezey István grafikusművész emlékére
- Tollas Tibor versei – Mezey István grafikáival, Kiadó: Kecskési Tollas Tibor Emlékére Alapítvány Kuratóriuma, Kazincbarcika 2001.
- Lévay József versei – Mezey István grafikáival, Kiadó: Péteri Szava, Szentpéteri Krónika, különszám 1993. Archiválva 2018. június 30-i dátummal a Wayback Machine-ben